# بيتر فيس
بيتر فيس (بالألمانية: Peter Weiss)‏ (مواليد 16 ديسمبر 1938) هو ملاكم نمساوي، مثّل بلاده في الألعاب الأولمبية الصيفية 1964.

## روابط خارجية
بيتر فيس على موقع أوليمبيديا (الإنجليزية)